# Stadspartij Zutphen-Warnsveld
Stadspartij Zutphen-Warnsveld is een lokale politieke partij in de Nederlandse gemeente Zutphen.
De partij werd in 1989 opgericht naar aanleiding van uitbreidingsplannen van de gemeente en is de oudste nog bestaande lokale politieke partij van de gemeente Zutphen. De Stadspartij profileerde zich door de jaren als groot tegenstander van bouw- en uitbreidingsplannen van de gemeente en ziet het behoud van een kleinschalige en groene gemeente als doel. 

## Geschiedenis

### 1989-2000
De stadspartij is de oudste nog bestaande lokale partij van Zutphen. De partij, toen nog Zutphen 2000 geheten, wordt eind 1989 opgericht en komt op 1 mei 1990 ook in de Zutphense gemeenteraad. De partij profileert zich als groot tegenstander van bouw- en uitbreidingsplannen van de gemeente, zoals de komst van recreatiepark Bronsbergen in de jaren 90. 

### 2000-2010
Bij de Gemeenteraadsverkiezingen van 2002 doet de partij mee onder de naam "leefbaar Zutphen". In deze periode komt er door inspanningen van de partij onder andere een stadsecoloog en een stadsdichter. Ook was de partij tegenstander van de fusie van de gemeenten Zutphen en Warnsveld, iets waar de partij electoraal voor werd beloond tijdens de herindelingsverkiezingen van 2004.
Het hoogtepunt van de stadspartij is het verzet tegen de "IJsselsprong", een plan voor een grootschalige nieuwbouwwijk in de Hoven, door het verzet van de partij tegen deze plannen krijgt de partij maar liefst zes zetels bij de gemeenteraadsverkiezingen van 2010. 

### 2010-heden
In de raadsperiode 2010-2014 levert de partij voor de eerste en tot nu toe enige keer een wethouder in het College van Burgemeesters en Wethouders. Wethouder Hans la Rose weet in deze periode het grootschalige project "IJsselsprong" om te buigen naar een project dat zich richt op de kwaliteitsverbetering van de IJsselkade en Oude IJsselbrug. Twee raadsleden van de stadspartij splitsen zich in deze raadsperiode af en vormen de fractie "stadsbelang".
Na 2014 verliest de partij ten opzichte van 2010 3 zetels en komt de partij niet meer in het college. Bij de verkiezingen van 2018 en 2022 verliest de partij 1 zetel, in de raadsperiode van 2022 - 2026 is de partij met 1 zetel vertegenwoordigd in de gemeenteraad.

## Standpunten
De partij profileert zich als voorstander van kleinschaligheid en groen en verzet zich tegen grootschalige bouwprojecten. De stadspartij kan op veel vlakken als links worden gezien, inhoudelijk zijn er veel gelijkenissen met de Zutphense afdelingen van de Socialistische Partij (Nederland), GroenLinks en Partij voor de Dieren.